# Aoroides nahili
Aoroides nahili är en kräftdjursart som beskrevs av J. L. Barnard 1970. Aoroides nahili ingår i släktet Aoroides och familjen Aoridae. Inga underarter finns listade i Catalogue of Life.